# Степняк (Егиндыкольский район)
Степняк (каз. Степняк) — упразднённое село в Егиндыкольском районе Акмолинской области Казахстана. Входило в состав Егиндыкольского сельского округа (ныне село Егиндыколь). Ликвидировано в 2006 году.

## История
Образовалось как станция в 1957 году в ходе строительства железнодорожной линии «Атбасар-Краснознаменское».
Административно входил в состав Краснознаменского сельсовета до 1993 года. В 1993-2006 годы в составе Егиндыкольского сельского округа. 
Было ликвидировано в 2006 году.

## Население
В 1989 году население села составляло 71 человек (из них казахов 49%, русских 21%).
В 1999 году население села составляло 13 человек (9 мужчин и 4 женщины).